# 下田正美
下田正美，日本男性動畫師、動畫演出家、動畫導演。另外還從事舞台的演出。出身於北海道富良野市。

## 來歷
1996年電視動畫《機械女神J》是他的導演處女作。代表作有《機械女神J》系列、《青出於藍》系列及《ZEGAPAIN》。除此之外，於自身擔任導演的作品常加入許多藍色天空的背景，並擅長「大團員」的方式作為動畫的結局。

## 作品列表

### 電視動畫
1983年
- 奈奈子SOS（日语：ななこSOS）（作畫監督）
- 亞空大作戰Srungle（原畫）

1984年
- 超攻速加爾比昂（日语：超攻速ガルビオン）（原畫、作畫監督、配角設定）
- 巨神GORG（原畫）

1985年
- Gu-Gu甘莫（日语：Gu-Guガンモ）（作畫監督）
- 金比羅小子（日语：コンポラキッド）（作畫監督）
- 搞怪拍檔（作畫監督）
- 鬼太郎（作畫監督）

1986年
- 魔法偶像粉彩筆由美（日语：魔法のアイドルパステルユーミ）（作畫監督）

1987年
- 橙路（原畫）

1988年
- 小松君 (1988年版)（分鏡、作畫監督）

1989年
- 守護神哈特（日语：まじかるハット）（作畫監督）

1990年
- 超級劍豪傳（人物設定、作畫監督）

1992年
- 幽☆遊☆白書（分鏡、演出）
- 丹丹的生活日記（分鏡、演出）

1993年
- 蠟筆小新（原畫）

1994年
- 幸運超人（分鏡、演出）
- 美少女戰鬥隊（演出）

1995年
- NINKU -忍空-（分鏡、演出）
- 快打旋風II V（演出）
- VR快打（演出）

1996年
- 機械女神J（導演）

1998年
- 機械女神JtoX（總導演）

1999年
- 宇宙戰艦山本洋子（分鏡、演出）

2000年
- BOYS BE…（導演）

2001年
- 學校怪談（分鏡）
- 辣妹當家（分鏡、演出）
- PaRappa the Rapper（日语：パラッパラッパー）（分鏡、演出）
- 虹香電擊大作戰（分鏡、演出）

2002年
- 青出於藍（導演[1]）
- 東京喵喵（分鏡）

2003年
- 魔法使的條件（導演）
- E'S OTHERWISE（導演）
- 青出於藍 ～緣～（導演）
- 你所期望的永遠（分鏡）
- 真月譚 月姬（分鏡）
- 銀河鐵道物語（分鏡、演出）

2004年
- 遙遠時空 ～八葉抄～（分鏡、演出）
- 機動戰士鋼彈SEED DESTINY（分鏡）
- 武士槍俠（日语：サムライガン）（分鏡）

2005年
- 索斯機械獸V（分鏡）
- 絕對少年（分鏡）
- BLEACH（分鏡）

2006年
- ZEGAPAIN（導演）
- 遊☆戲☆王 怪獸之決鬥ALEX（分鏡）※日本當地未公開。
- 家庭教師HITMAN REBORN！（分鏡）
- 少年陰陽師（分鏡）

2007年
- 神曲奏界（導演[2]）
- 飛天小女警Z（分鏡）
- 蟲之歌（分鏡）
- Myself ; Yourself（分鏡）
- 羅比與克羅比（日语：ロビーとケロビー）（分鏡）

2008年
- 死後文（分鏡）
- 我家有個狐仙大人。（分鏡）
- 光速大冒險PIPOPA（分鏡）
- 虎與龍！（分鏡）

2009年
- WHITE ALBUM（分鏡）
- 金色琴弦 ～secondo passo～（演出）
- 魔神相克者（分鏡、演出）
- 11eyes（導演、分鏡、演出、OP&ED分鏡&演出）

2011年
- 惡魔奶爸（分鏡）

2012年
- 戰姬絕唱SYMPHOGEAR（分鏡）
- 猛烈宇宙海賊（分鏡）
- 遊☆戲☆王ZEXAL（分鏡）
- 女子落語（OP分鏡&演出）
- 少女與戰車（OP分鏡&演出）

2013年
- 魔王勇者（分鏡）
- 我女友與青梅竹馬的慘烈修羅場（演出）

2014年
- 魔女的使命（OP分鏡&演出）
- selector infected WIXOSS（分鏡）
- 龍孃七七七埋藏的寶藏（分鏡、演出）
- M3 ～黑色鋼鐵～（分鏡）
- FAIRY TAIL（分鏡）
- CROSSANGE 天使與龍的輪舞（分鏡）

2015年
- ISUCA依絲卡（分鏡）
- 魔物娘的同居日常（分鏡）
- 魯邦三世 PART IV（原畫）
- 牙狼〈GARO〉-紅蓮之月-（分鏡）

2017年
- 學園少女突襲者 Animation Channel（分鏡）
- Just Because！（分鏡）

2018年
- 搖曳莊的幽奈小姐（OP分鏡&演出）

2020年
- 排球少年!! TO THE TOP（分鏡）
- Asatir 未來的傳說故事（日语：アサティール 未来の昔ばなし）（導演、分鏡〈未來章節〉）

2021年
- 緋紅結繫（OP分鏡&演出）

### OVA
1990年
- 三振奪取王 野茂英雄的全部（人物設定）

1993年
- 我是大哥大!!（原畫）

1994年
- Plastic Little（日语：プラスチックリトル）（原畫）

1996年
- 孃樣搜查網（演出）
- 宇宙戰艦山本洋子（演出）

1997年
- 機械女神J again（導演）

2000年
- 天使禁獵區（演出）

2007年
- 銀河鐵道物語 ～被遺忘時間的惑星～（分鏡）

2009年
- AIKa ZERO（分鏡、演出）

### 電影動畫
1986年
- 縣立地球防衛軍（日语：県立地球防衛軍）（作畫監督）

1995年
- 超時空要塞7：銀河在呼喚我！（演出）

1996年
- 蠟筆小新：搞怪遊樂園大冒險（原畫）※名義。

2006年
- 劇場版 遙遠時空 舞一夜（分鏡）

2016年
- ZEGAPAIN ADP（導演、構成）

### 舞台
2002年
- （東京櫻組）（演出）
- （東京櫻組）（演出）

2003年
- （演劇企劃K-GUN）（演出）

2004年
- （演出）

2005年
- （演出）

2009年
- （演出）

### 其它
2013年
- 花澤香菜 第4張單曲 Silent Snow PV 動畫章節（分鏡、演出）

## 相關項目
- 日本動畫師列表
- 動畫工房